# Campionati mondiali di nuoto 1973 - Trampolino 3 metri maschile
La gara dei 3 metri dal trampolino maschile si tenne il 5 e 6 settembre 1973. Parteciparono 24 atleti da 16 nazioni.

## Classifica finale
In verde i finalisti
| Pos. | Atleta               | Nazione          | Tuffi preliminari | Tuffi preliminari | Finale                      | Finale                      |
| Pos. | Atleta               | Nazione          | Punti             | Pos.              | Punti                       | Pos.                        |
| ---- | -------------------- | ---------------- | ----------------- | ----------------- | --------------------------- | --------------------------- |
| 1    | Phil Boggs           | Stati Uniti      | 602.25            | 2                 | 618.57                      | 1                           |
| 2    | Klaus Dibiasi        | Italia           | 605.40            | 1                 | 617.73                      | 2                           |
| 3    | Keith Russell        | Stati Uniti      | 576.75            | 4                 | 579.48                      | 3                           |
| 4    | Giorgio Cagnotto     | Italia           | 563.22            | 5                 | 574.05                      | 4                           |
| 5    | Vjačeslav Strachov   | Unione Sovietica | 590.82            | 3                 | 553.01                      | 5                           |
| 6    | Vladimir Vasin       | Unione Sovietica | 554.97            | 6                 | 551.91                      | 6                           |
| 7    | Falk Hoffman         | Germania Est     | 546.69            | 7                 | 549.90                      | 7                           |
| 8    | Scott Cranham        | Canada           | 503.49            | 8                 | 485.76                      | 8                           |
| 9    | Norbert Huda         | Germania Ovest   | 499.41            | 9                 | Non qualificato alla finale | Non qualificato alla finale |
| 10   | Carlos Girón         | Messico          | 496.89            | 10                | Non qualificato alla finale | Non qualificato alla finale |
| 11   | Wolfram Ristam       | Germania Est     | 487.68            | 11                | Non qualificato alla finale | Non qualificato alla finale |
| 12   | Trevor Simpson       | Gran Bretagna    | 470.04            | 12                | Non qualificato alla finale | Non qualificato alla finale |
| 13   | Ken Armstrong        | Canada           | 466.08            | 13                | Non qualificato alla finale | Non qualificato alla finale |
| 14   | Roar Loken           | Norvegia         | 456.87            | 14                | Non qualificato alla finale | Non qualificato alla finale |
| 15   | Ken Grove            | Australia        | 449.01            | 15                | Non qualificato alla finale | Non qualificato alla finale |
| 16   | Chris Valls          | Gran Bretagna    | 437.40            | 16                | Non qualificato alla finale | Non qualificato alla finale |
| 17   | Josef Klein          | Austria          | 409.35            | 17                | Non qualificato alla finale | Non qualificato alla finale |
| 18   | Porfirio Becerril    | Messico          | 399. 78           | 18                | Non qualificato alla finale | Non qualificato alla finale |
| 19   | Alain Goosen         | Francia          | 395.14            | 19                | Non qualificato alla finale | Non qualificato alla finale |
| 20   | Júlio César Veloso   | Brasile          | 393.99            | 20                | Non qualificato alla finale | Non qualificato alla finale |
| 21   | Jorge Head           | Spagna           | 391.77            | 21                | Non qualificato alla finale | Non qualificato alla finale |
| 22   | Marcel Georgen       | Lussemburgo      | 371.70            | 22                | Non qualificato alla finale | Non qualificato alla finale |
| 23   | Nelson Suárez        | Ecuador          | 334.80            | 23                | Non qualificato alla finale | Non qualificato alla finale |
| 24   | José Vitari          | Ecuador          | 299.70            | 24                | Non qualificato alla finale | Non qualificato alla finale |
| -    | Attila Haimal        | Ungheria         | dns               | dns               | dns                         | dns                         |
| -    | Milton Machado Braga | Brasile          | dns               | dns               | dns                         | dns                         |